# Елсон Гой
Елсон Гой (нід. Elson Hooi, нар. 1 жовтня 1991, Віллемстад, Нідерландські Антильські острови) — нідерландський футболіст, нападник катарського клубу «Аль-Мінаа» та національної збірної Кюрасао.

## Клубна кар'єра
Народився 1 жовтня 1991 року в місті Віллемстад. Вихованець юнацьких команд футбольних клубів «Інтер Віллемстад» та «НАК Бреда».
У дорослому футболі дебютував 2012 року виступами за команду клубу «НАК Бреда», в якій провів три сезони, взявши участь у 62 матчах чемпіонату. Більшість часу, проведеного у складі «НАК Бреда», був основним гравцем атакувальної ланки команди.
Згодом з 2015 по 2016 рік грав у оренді в складі команд клубів «Віборг» та «Волендам».
2016 року перейшов до складу кіпрського «Ерміс», де відіграв один сезон. Частину 2017 року провів у данському «Вендсюссель».
До складу клубу «АДО Ден Гаг» приєднався 2017 року.
2020 року перейшов до клубу другого дивізіону чемпіонату Катару «Аль-Муайдар».

## Виступи за збірну
2015 року дебютував в офіційних матчах у складі національної збірної Кюрасао. Наразі провів у формі головної команди країни 12 матчів, забивши 2 голи.
У складі збірної був учасником розіграшу Золотого кубка КОНКАКАФ 2017 року у США.

## Титули і досягнення
- Переможець Карибського кубка: 2017